# Die BlumentoPferde
 (octobre 2024).
Si vous disposez d'ouvrages ou d'articles de référence ou si vous connaissez des sites web de qualité traitant du thème abordé ici, merci de compléter l'article en donnant les références utiles à sa vérifiabilité et en les liant à la section « Notes et références ».
Die BlumentoPferde est un groupe de punk rock allemand, originaire de Torgau et de Meissen.

## Histoire
Le groupe se forme au printemps 2002. Le nom vient d'une prononciation différente du mot Pflanzenerde. La date du premier concert, qui a lieu le 15 juin 2002 à Meissen, est souvent mentionnée par le groupe comme le moment de sa fondation. Mais la première chanson écrite ensemble est écrite en février de la même année.
Le groupe fait sa première apparition sous le nom de Fehlstart. Mais comme il y a déjà un groupe avec ce nom, ils décident de le renommer. Afin de ne pas revivre la même chose, le choix tombe sur le terme "Die BlumentoPferde" sur les conseils d'un ami. Au départ, Clemens Rudert joue de la basse, tandis que Stephan Schreiter n'est que chanteur. Peu à peu, Stephan Schreiter reprend la basse et Clemens Rudert la guitare.
Après les premiers enregistrements de démo et l'album live Von Anfang bis Ende ’ne gute Scheibe en 2003, Die BlumentoPferde sort son premier album studio Ein kleiner Sonnenschein en 2005. Un an plus tard, le deuxième album Kassette Deluxe sort chez Nix-Gut Records. Le 30 avril 2015, paraît le quatrième album Helden der Provinz, le titre fait ironiquement référence à l'origine des quatre membres. À cette occasion, le groupe fait une apparition dans l'émission 6 Saiten und ein Verzerrer de ColoRadio.
Depuis la création du groupe, les BlumentoPferde ont donné près de 200 concerts et partagé la scène avec des groupes et des artistes connus tels que Die Lokalmatadore, The Wohlstandskinder, StaatsPunkrott, Mutabor, Itchy Poopzkid, Sondaschule, T. V. Smith, Kafkas, No Exit, Abwärts, Smoke Blow ou Joachim Deutschland.
Peter joue par ailleurs dans les groupes StaatsPunkrott et zvo55, tandis que Stephan est guitariste pour Gleichlaufschwankung.

## Discographie
Albums studios
- 2005 : Ein kleiner Sonnenschein (Ace-Records / WES2)
- 2006 : Kassette Deluxe (Jag-M / Nix-Gut Records)
- 2008 : 220 Volt (Coast Rock / Membran)
- 2015 : Helden der Provinz (T.M.T.P. Records)

Albums live
- 2003 : Von Anfang bis Ende 'ne gute Scheibe (House Master)

EPs
- 2011 : Split-CD (avec les Hardcorehippies; Coast Rock / Membran)
- 2011 : Auf Vinyl

Démos
- 2002 : Nicht schön, aber selten

## Source de la traduction
- (de) Cet article est partiellement ou en totalité issu de l’article de Wikipédia en allemand intitulé « Die BlumentoPferde » (voir la liste des auteurs).

1. ↑  « Sendung mit der Band Die BlumentoPferde », sur freie-radios.net, 2015 (consulté le 6 février 2020)